# فهرست پرفروش‌ترین فیلم‌های پویانمایی دهه ۲۰۰۰
این فهرستی از پرفروش‌ترین فیلم‌های پویانمایی دهه ۲۰۰۰ است.

## پرفروش‌ترین فیلم‌های انیمیشن دهه ۲۰۰۰
دریم‌ورکس انیمیشن با ۱۴ فیلم، بیشترین تعداد انیمیشن را در دههٔ ۲۰۰۰ منتشر کرد. ارقام به دلار آمریکا داده شده‌اند.
| ۵۰ برترین |                                      |                 |                                                           |                   |              |      |        |
| رتبه      | عنوان                                | کشور            | استودیو                                                   | پخش‌کننده          | ناخالص جهانی | سال  | Ref    |
| ۱         | در جستجوی نمو                        | آمریکا          | پیکسار                                                    | والت دیزنی پیکچرز | $۹۴۰٬۳۳۵٬۵۳۶ | ۲۰۰۳ | [ ۱ ]  |
| ۲         | شرک ۲                                | آمریکا          | دریم‌ورکس انیمیشن،پی‌دی‌آی                                   | دریم‌ورکس          | $۹۲۳٬۰۷۵٬۳۳۶ | ۲۰۰۴ | [ ۲ ]  |
| ۳         | عصر یخبندان: ظهور دایناسورها         | آمریکا          | انیمیشن فاکس قرن بیستم،بلو اسکای استودیو                  | استودیو قرن بیستم | $۸۸۶٬۶۸۶٬۸۱۷ | ۲۰۰۹ | [ ۳ ]  |
| ۴         | شرک ۳                                | آمریکا          | دریم‌ورکس انیمیشن،پی‌دی‌آی                                   | پارامونت پیکچرز   | $۷۹۸٬۹۵۸٬۱۶۲ | ۲۰۰۷ | [ ۴ ]  |
| ۵         | بالا                                 | آمریکا          | پیکسار                                                    | والت دیزنی پیکچرز | $۷۳۵٬۰۹۹٬۰۸۲ | ۲۰۰۹ | [ ۵ ]  |
| ۶         | عصر یخبندان: ذوب                     | آمریکا          | انیمیشن فاکس قرن بیستم،بلو اسکای استودیو                  | استودیو قرن بیستم | $۶۶۰٬۹۴۰٬۷۸۰ | ۲۰۰۶ | [ ۶ ]  |
| ۷         | شگفت‌انگیزان                          | آمریکا          | پیکسار                                                    | والت دیزنی پیکچرز | $۶۳۳٬۰۱۹٬۷۳۴ | ۲۰۰۴ | [ ۷ ]  |
| ۸         | پاندای کونگ‌فوکار                     | آمریکا          | دریم‌ورکس انیمیشن                                          | پارامونت پیکچرز   | $۶۳۱٬۷۴۴٬۵۶۰ | ۲۰۰۸ | [ ۸ ]  |
| ۹         | راتاتویی                             | آمریکا          | پیکسار                                                    | والت دیزنی پیکچرز | $۶۲۳٬۷۲۲٬۸۱۸ | ۲۰۰۷ | [ ۹ ]  |
| ۱۰        | ماداگاسکار: فرار به آفریقا           | آمریکا          | دریم‌ورکس انیمیشن،پی‌دی‌آی                                   | پارامونت پیکچرز   | $۶۰۳٬۹۰۰٬۳۵۴ | ۲۰۰۸ | [ ۱۰ ] |
| ۱۱        | شرکت هیولاها                         | آمریکا          | پیکسار                                                    | والت دیزنی پیکچرز | $۵۷۷٬۴۲۵٬۷۳۴ | ۲۰۰۱ | [ ۱۱ ] |
| ۱۲        | وال-ئی                               | آمریکا          | پیکسار                                                    | والت دیزنی پیکچرز | $۵۳۳٬۲۸۱٬۴۳۳ | ۲۰۰۸ | [ ۱۲ ] |
| ۱۳        | ماداگاسکار                           | آمریکا          | دریم‌ورکس انیمیشن،پی‌دی‌آی                                   | دریم‌ورکس          | $۵۳۲٬۶۸۰٬۶۷۱ | ۲۰۰۵ | [ ۱۳ ] |
| ۱۴        | فیلم سیمپسون‌ها                       | آمریکا          | انیمیشن فاکس قرن بیستم،گارسی فیلمز                        | استودیو قرن بیستم | $۵۲۷٬۰۷۱٬۰۲۲ | ۲۰۰۷ | [ ۱۴ ] |
| ۱۵        | شرک                                  | آمریکا          | دریم‌ورکس انیمیشن،پی‌دی‌آی                                   | دریم‌ورکس          | $۴۸۴٬۴۰۹٬۲۱۸ | ۲۰۰۱ | [ ۱۵ ] |
| ۱۶        | ماشین‌ها                              | آمریکا          | پیکسار                                                    | والت دیزنی پیکچرز | $۴۶۱٬۹۸۳٬۱۴۹ | ۲۰۰۶ | [ ۱۶ ] |
| ۱۷        | خوش‌قدم                               | استرالیا،آمریکا | ویلیج رودشو پیکچرز،انیمال لاجیک،کندی میلر پروداکشنز       | برادران وارنر     | $۳۸۴٬۳۳۵٬۶۰۸ | ۲۰۰۶ | [ ۱۷ ] |
| ۱۸        | عصر یخبندان                          | آمریکا          | انیمیشن فاکس قرن بیستم،بلو اسکای استودیو                  | استودیو قرن بیستم | $۳۸۳٬۲۵۷٬۱۳۶ | ۲۰۰۲ | [ ۱۸ ] |
| ۱۹        | هیولاها علیه بیگانگان                | آمریکا          | دریم‌ورکس انیمیشن                                          | پارامونت پیکچرز   | $۳۸۱٬۵۰۹٬۸۷۰ | ۲۰۰۹ | [ ۱۹ ] |
| ۲۰        | داستان کوسه                          | آمریکا          | دریم‌ورکس انیمیشن                                          | دریم‌ورکس          | $۳۶۷٬۲۷۵٬۰۱۹ | ۲۰۰۴ | [ ۲۰ ] |
| ۲۱        | شهر اشباح                            | ژاپن            | استودیو جیبلی                                             | توکوما شوتن       | $۳۶۵٬۰۰۰٬۰۰۰ | ۲۰۰۱ | [ ۲۱ ] |
| ۲۲        | دایناسور                             | آمریکا          | استودیو انیمیشن والت دیزنی،سیکرت لب                       | والت دیزنی پیکچرز | $۳۴۹٬۸۲۲٬۷۶۵ | ۲۰۰۰ | [ ۲۲ ] |
| ۲۳        | آن سوی پرچین                         | آمریکا          | دریم‌ورکس انیمیشن                                          | پارامونت پیکچرز   | $۳۳۶٬۰۰۲٬۹۹۶ | ۲۰۰۶ | [ ۲۳ ] |
| ۲۴        | سرود کریسمس                          | آمریکا          | ایمج‌موورز،ایمج‌موورز دیجیتال                               | والت دیزنی پیکچرز | $۳۲۵٬۲۸۶٬۶۴۶ | ۲۰۰۹ | [ ۲۴ ] |
| ۲۵        | جوجه کوچولو                          | آمریکا          | استودیو انیمیشن والت دیزنی                                | والت دیزنی پیکچرز | $۳۱۴٬۴۳۲٬۸۳۷ | ۲۰۰۵ | [ ۲۵ ] |
| ۲۶        | تیزپا                                | آمریکا          | استودیو انیمیشن والت دیزنی                                | والت دیزنی پیکچرز | $۳۰۹٬۹۷۹٬۹۹۴ | ۲۰۰۸ | [ ۲۶ ] |
| ۲۷        | قطار سریع‌السیر قطبی                  | آمریکا          | ایمج‌موورز،کسل راک انترتینمنت،شانگری-لا اینترتینمنت،پلی‌تون | برادران وارنر     | $۳۰۷٬۵۱۴٬۳۱۷ | ۲۰۰۴ | [ ۲۷ ] |
| ۲۸        | هورتون صدایی می‌شنود                  | آمریکا          | انیمیشن فاکس قرن بیستم،بلو اسکای استودیو                  | استودیو قرن بیستم | $۲۹۷٬۱۳۸٬۰۱۴ | ۲۰۰۸ | [ ۲۸ ] |
| ۲۹        | فیلم زنبور                           | آمریکا          | دریم‌ورکس انیمیشن                                          | پارامونت پیکچرز   | $۲۸۷٬۵۹۴٬۵۷۷ | ۲۰۰۷ | [ ۲۹ ] |
| ۳۰        | لیلو و استیچ                         | آمریکا          | استودیو انیمیشن والت دیزنی                                | والت دیزنی پیکچرز | $۲۷۳٬۱۴۴٬۱۵۱ | ۲۰۰۲ | [ ۳۰ ] |
| ۳۱        | شاهدخت و قورباغه                     | آمریکا          | استودیو انیمیشن والت دیزنی                                | والت دیزنی پیکچرز | $۲۶۷٬۰۴۵٬۷۶۵ | ۲۰۰۹ | [ ۳۱ ] |
| ۳۲        | ربات‌ها                               | آمریکا          | انیمیشن فاکس قرن بیستم،بلو اسکای استودیو                  | استودیو قرن بیستم | $۲۶۰٬۷۱۸٬۳۳۰ | ۲۰۰۵ | [ ۳۲ ] |
| ۳۳        | برادر خرس                            | آمریکا          | استودیو انیمیشن والت دیزنی                                | والت دیزنی پیکچرز | $۲۵۰٬۳۹۷٬۷۹۸ | ۲۰۰۳ | [ ۳۳ ] |
| ۳۴        | ابری با احتمال بارش کوفته‌قلقلی       | آمریکا          | سونی پیکچرز انیمیشن،سونی پیکچرز ایمج‌ورکز                  | کلمبیا پیکچرز     | $۲۴۳٬۰۰۶٬۱۲۶ | ۲۰۰۹ | [ ۳۴ ] |
| ۳۵        | قلعه متحرک هاول                      | ژاپن            | استودیو جیبلی                                             | توکوما شوتن       | $۲۳۵٬۱۸۴٬۱۱۰ | ۲۰۰۴ | [ ۳۵ ] |
| ۳۶        | فرار مرغی                            | بریتانیا،آمریکا | دریم‌ورکس انیمیشن،آردمن انیمیشن،پتی                        | دریم‌ورکس          | $۲۲۴٬۸۳۴٬۵۶۴ | ۲۰۰۰ | [ ۳۶ ] |
| ۳۷        | پونیو روی صخره کنار دریا             | ژاپن            | استودیو جیبلی                                             | توکوما شوتن       | $۲۰۱٬۷۵۰٬۹۳۷ | ۲۰۰۸ | [ ۳۷ ] |
| ۳۸        | فصل شکار                             | آمریکا          | سونی پیکچرز انیمیشن،سونی پیکچرز ایمج‌ورکز                  | کلمبیا پیکچرز     | $۱۹۷٬۳۰۹٬۰۲۷ | ۲۰۰۶ | [ ۳۸ ] |
| ۳۹        | بئوولف                               | آمریکا          | ایمج‌موورز،شانگری-لا اینترتینمنت                           | پارامونت پیکچرز   | $۱۹۶٬۳۹۳٬۷۴۵ | ۲۰۰۷ | [ ۳۹ ] |
| ۴۰        | والاس و گرومیت: نفرین موجود خرگوش‌نما | بریتانیا،آمریکا | دریم‌ورکس انیمیشن،آردمن انیمیشن                            | دریم‌ورکس          | $۱۹۲٬۶۱۰٬۳۷۲ | ۲۰۰۵ | [ ۴۰ ] |
| ۴۱        | آتلانتیس: امپراتوری گم‌شده            | آمریکا          | استودیو انیمیشن والت دیزنی                                | والت دیزنی پیکچرز | $۱۸۶٬۰۵۳٬۷۲۵ | ۲۰۰۱ | [ ۴۱ ] |
| ۴۲        | برآب‌رفته                             | بریتانیا،آمریکا | دریم‌ورکس انیمیشن،آردمن انیمیشن                            | پارامونت پیکچرز   | $۱۷۸٬۱۲۰٬۰۱۵ | ۲۰۰۶ | [ ۴۲ ] |
| ۴۳        | ملاقات با رابینسون‌ها                 | آمریکا          | استودیو انیمیشن والت دیزنی                                | والت دیزنی پیکچرز | $۱۶۹٬۳۳۳٬۰۳۴ | ۲۰۰۷ | [ ۴۳ ] |
| ۴۴        | زندگی جدید امپراتور                  | آمریکا          | استودیو انیمیشن والت دیزنی                                | والت دیزنی پیکچرز | $۱۶۹٬۳۲۷٬۶۸۷ | ۲۰۰۰ | [ ۴۴ ] |
| ۴۵        | موج‌سواری                             | آمریکا          | سونی پیکچرز انیمیشن،سونی پیکچرز ایمج‌ورکز                  | کلمبیا پیکچرز     | $۱۴۹٬۰۴۴٬۵۱۳ | ۲۰۰۷ | [ ۴۵ ] |
| ۴۶        | خانه هیولا                           | آمریکا          | ایمج‌موورز،امبلین اینترتینمنت                              | کلمبیا پیکچرز     | $۱۴۰٬۱۷۵٬۰۰۶ | ۲۰۰۶ | [ ۴۶ ] |
| ۴۷        | فیلم باب‌اسفنجی شلوارمکعبی            | آمریکا          | نیکلودئون موویز،استیون هیلنبرگ                            | پارامونت پیکچرز   | $۱۴۰٬۱۶۱٬۷۹۲ | ۲۰۰۴ | [ ۴۷ ] |
| ۴۸        | کتاب جنگل ۲                          | آمریکا          | دیزنی تون استودیوز                                        | والت دیزنی پیکچرز | $۱۳۵٬۷۰۳٬۵۹۹ | ۲۰۰۳ | [ ۴۸ ] |
| ۴۹        | کورالاین                             | آمریکا          | لایکا،بیل مکانیک                                          | فوکس فیچرز        | $۱۲۴٬۵۹۶٬۳۹۷ | ۲۰۰۹ | [ ۴۹ ] |
| ۵۰        | اسپیریت: اسب سیمارون                 | آمریکا          | دریم‌ورکس انیمیشن                                          | دریم‌ورکس          | $۱۲۲٬۵۶۳٬۵۳۹ | ۲۰۰۲ | [ ۵۰ ] |

## پرفروش‌ترین فیلم‌ها بر پایهٔ سال
دریم‌ورکس انیمیشن با ۴ فیلم در صدر این فهرست قرار دارد. فرنچایز عصر یخبندان با ۳ فیلم در این فهرست، دارای بیشترین نمایندگی است.
| سال  | عنوان                        | استودیو                                               | ناخالص جهانی | بودجه        |
| ---- | ---------------------------- | ----------------------------------------------------- | ------------ | ------------ |
| ۲۰۰۰ | دایناسور                     | استودیو سینمایی والت دیزنی،استودیو انیمیشن والت دیزنی | $۳۴۹٬۸۲۲٬۷۶۵ | $۱۲۷٬۵۰۰٬۰۰۰ |
| ۲۰۰۱ | شرکت هیولاها                 | استودیو سینمایی والت دیزنی،پیکسار                     | $۵۷۷٬۴۲۵٬۷۳۴ | $۱۱۵٬۰۰۰٬۰۰۰ |
| ۲۰۰۲ | عصر یخبندان                  | استودیو قرن بیستم،بلو اسکای استودیو                   | $۳۸۳٬۲۵۷٬۱۳۶ | $۵۹٬۰۰۰٬۰۰۰  |
| ۲۰۰۳ | در جستجوی نمو                | استودیو سینمایی والت دیزنی،پیکسار                     | $۹۴۰٬۳۳۵٬۵۳۶ | $۹۴٬۰۰۰٬۰۰۰  |
| ۲۰۰۴ | شرک ۲                        | یونیورسال پیکچرز،دریم‌ورکس انیمیشن                     | $۹۲۳٬۰۷۵٬۳۳۶ | $۱۵۰٬۰۰۰٬۰۰۰ |
| ۲۰۰۵ | ماداگاسکار                   | یونیورسال پیکچرز،دریم‌ورکس انیمیشن                     | $۵۳۲٬۶۸۰٬۶۷۱ | $۷۵٬۰۰۰٬۰۰۰  |
| ۲۰۰۶ | عصر یخبندان: ذوب             | استودیو قرن بیستم،بلو اسکای استودیو                   | $۶۶۱٬۴۸۳٬۹۰۸ | $۸۰٬۰۰۰٬۰۰۰  |
| ۲۰۰۷ | شرک ۳                        | یونیورسال پیکچرز،دریم‌ورکس انیمیشن                     | $۷۹۸٬۹۵۸٬۱۶۲ | $۱۶۰٬۰۰۰٬۰۰۰ |
| ۲۰۰۸ | پاندای کونگ‌فوکار             | یونیورسال پیکچرز،دریم‌ورکس انیمیشن                     | $۶۳۱٬۷۴۴٬۵۶۰ | $۱۳۰٬۰۰۰٬۰۰۰ |
| ۲۰۰۹ | عصر یخبندان: ظهور دایناسورها | استودیو قرن بیستم،بلو اسکای استودیو                   | $۸۸۶٬۶۸۶٬۸۱۷ | $۹۰٬۰۰۰٬۰۰۰  |